# Бездоганна репутація
«Бездоганна репутація» (фр. Coup de torchon; інша назва — «Велика чистка») — французька комедійно-кримінальна драма 1981 року, поставлена режисером Бертраном Таверньє за твором Джима Томпсона «Pop. 1280» («Населення 1280 душ»). Фільм був номінований у 10-ти категоріях на кінопремію «Сезар» та на «Оскар» 1983-го року як найкращий фільм іноземною мовою. 

## Синопсис
1938 рік, французька колоніальна Східна Африка. У невеликому містечку шефом поліції працює Люсьєн Кордьє (Філіпп Нуаре). Вештаючись без діла, він залицяється до чужих жінок та дістає копняків від колег. Ніхто з місцевих жителів не сприймає всерйоз єдиного охоронця порядку, адже його головний принцип — нікого не бачити і нічого не чути.
Кордьє ніколи не виймав свій револьвер з кобури, але, вистріливши одного разу, вже не може зупинитися. Його таємним союзником стала сама смерть, яка вирішує усі проблеми. Поліцейський методично відстрілює своїх ворогів. Йому нічого боятися, адже для усіх він все той же боязкий ідіот Люсьєн…

## В ролях
| Філіпп Нуаре     | ···· | Люсьєн Кордьє                            |
| Ізабель Юппер    | ···· | Роза                                     |
| Жан-П'єр Мар'єль | ···· | Перон і його брат ад'ютант               |
| Стефан Одран     | ···· | Югетт Кордьє                             |
| Едді Мітчелл     | ···· | Ноно                                     |
| Гі Маршан        | ···· | Шавассон                                 |
| Ірен Скоблен     | ···· | Анна, учителька                          |
| Мішель Бон       | ···· | Вандербрук                               |
| Жан Шампьон      | ···· | кюре (католицький парафіяльний священик) |
| Віктор Гаррів'є  | ···· | Меркайо                                  |
| Жерар Ернандес   | ···· | Леонеллі                                 |
| Раймон Ермантьє  | ···· | сліпий                                   |

## Визнання
| Нагороди та номінації фільму «Бездоганна репутація» | Нагороди та номінації фільму «Бездоганна репутація» | Нагороди та номінації фільму «Бездоганна репутація» | Нагороди та номінації фільму «Бездоганна репутація» | Нагороди та номінації фільму «Бездоганна репутація» | Нагороди та номінації фільму «Бездоганна репутація» |
| Рік                                                 | Нагорода                                            | Категорія                                           | Номінант                                            | Результат                                           |                                                     |
| --------------------------------------------------- | --------------------------------------------------- | --------------------------------------------------- | --------------------------------------------------- | --------------------------------------------------- | --------------------------------------------------- |
| 1982                                                | Премія «Сезар» (7-ма церемонія)                     | Найкращий фільм                                     | Бездоганна репутація                                | Номінація                                           |                                                     |
| 1982                                                | Премія «Сезар» (7-ма церемонія)                     | Найкраща режисерська робота                         | Бертран Таверньє                                    | Номінація                                           |                                                     |
| 1982                                                | Премія «Сезар» (7-ма церемонія)                     | Найкращий актор                                     | Філіпп Нуаре                                        | Номінація                                           |                                                     |
| 1982                                                | Премія «Сезар» (7-ма церемонія)                     | Найкраща акторка                                    | Ізабель Юппер                                       | Номінація                                           |                                                     |
| 1982                                                | Премія «Сезар» (7-ма церемонія)                     | Найкращий актор другого плану                       | Едді Мітчелл                                        | Номінація                                           |                                                     |
| 1982                                                | Премія «Сезар» (7-ма церемонія)                     | Найкращий актор другого плану                       | Жан-П'єр Мар'єль                                    | Номінація                                           |                                                     |
| 1982                                                | Премія «Сезар» (7-ма церемонія)                     | Найкраща акторка другого плану                      | Стефан Одран                                        | Номінація                                           |                                                     |
| 1982                                                | Премія «Сезар» (7-ма церемонія)                     | Найкращий сценарій                                  | Жан Оранш, Бертран Таверньє                         | Номінація                                           |                                                     |
| 1982                                                | Премія «Сезар» (7-ма церемонія)                     | Найкращі декорації                                  | Александр Тронер                                    | Номінація                                           |                                                     |
| 1982                                                | Премія «Сезар» (7-ма церемонія)                     | Найкращий монтаж                                    | Арман Псенні                                        | Номінація                                           |                                                     |
| 1982                                                | Приз Французького синдикату кінокритиків            | Найкращий фільм                                     | Бездоганна репутація                                | Перемога                                            |                                                     |
| 1983                                                | Премія «Оскар»                                      | Найкращий фільм іноземною мовою                     | Бездоганна репутація                                | Номінація                                           |                                                     |
| 1986                                                | Італійський національний синдикат кіножурналістів   | Срібна стрічка найкращому іноземному акторові       | Філіпп Нуаре                                        | Перемога                                            |                                                     |

## Додаткові факти

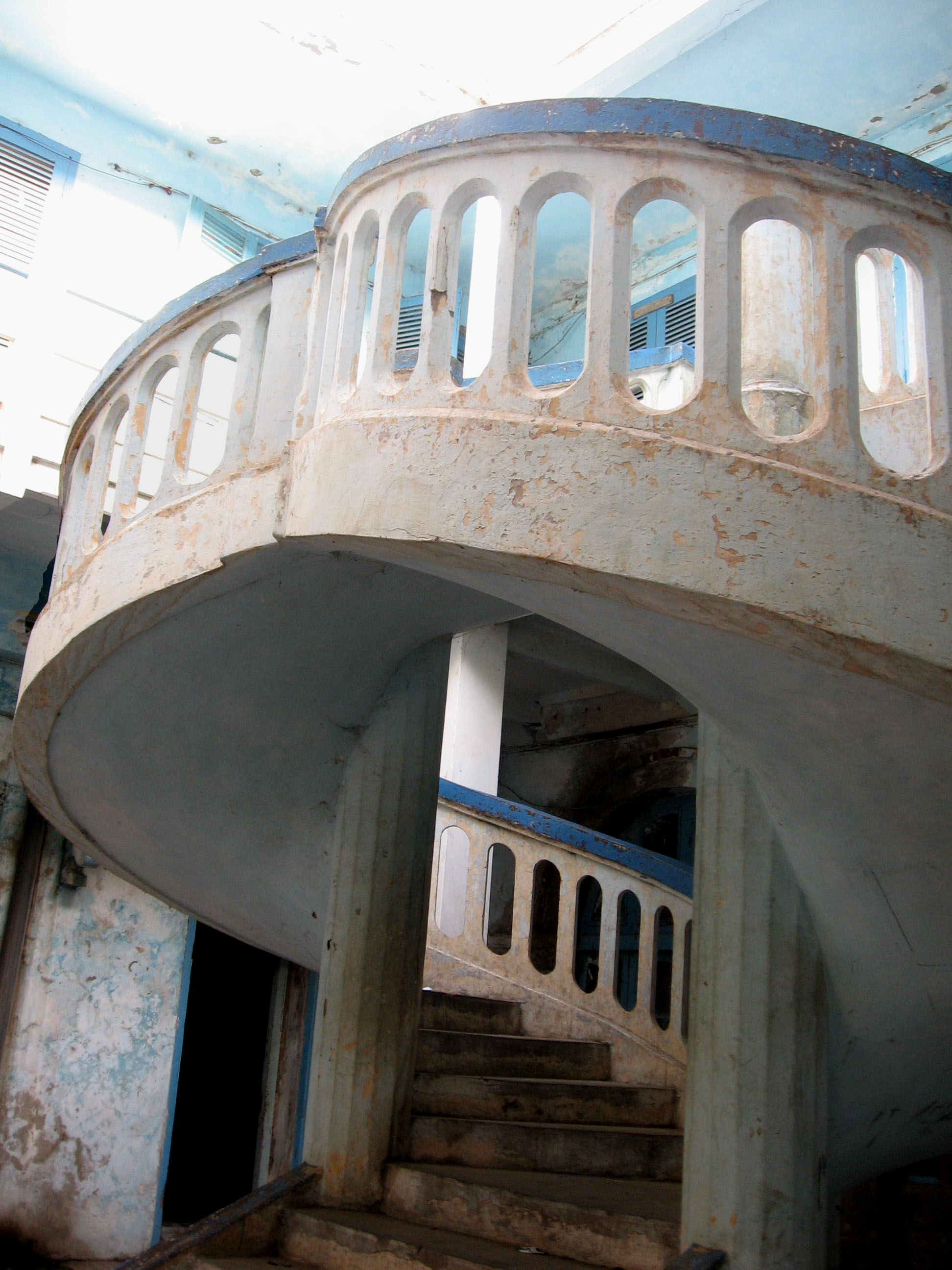
Гвинтові сходи у Сен-Луї (Сенегал), які надихнули Б. Таверньє на зйомки сцен у борделі

- Сценарій для кіно за своїм твором письменник Джим Томпсон писав разом із Аленом Корно ще в середині 1970-х, але з фінансових причин проєкт припинили і поклали на полицю. Лише 1981 року за постановку фільму взявся Бертран Таверньє[5].
- Зйомки фільму відбувалися на Blaise-Diagne, Сен-Луї, Сенегал.
- У американський прокат стрічка вийшла під назвою «Бездоганна репутація» (Clean Slate).